# Eunidia lujai
Eunidia lujai là một loài bọ cánh cứng trong họ Cerambycidae.